# Matías Vera
Matías Vera, né le 20 novembre 1995 à Merlo en Argentine, est un footballeur argentin jouant au poste de milieu défensif aux Argentinos Juniors, en prêt du Dynamo de Houston.

## Biographie
Il joue 16 matchs en première division argentine avec l'équipe du Nueva Chicago, et 28 matchs en première division chilienne avec l'équipe d'O'Higgins.
Il participe à la Ligue des champions de la CONCACAF avec le club du Dynamo de Houston.
Le 9 janvier 2023, le Dynamo le prête aux Argentinos Juniors dans son pays natal pour la saison 2023.